# Малес Веноста (Болцано)
Малес Веноста (итал. Malles Venosta) је насеље у Италији у округу Болцано, региону Трентино-Јужни Тирол.
Према процени из 2011. у насељу је живело 1884 становника. Насеље се налази на надморској висини од 1031 м.

## Становништво
Према резултатима пописа становништва 2011. у општини је живело 5.086 становника.
| 1931. | 1936. | 1951. | 1961. | 1971. | 1981. | 1991. | 2001. | 2011. |
| ----- | ----- | ----- | ----- | ----- | ----- | ----- | ----- | ----- |
| 4.025 | 4.141 | 4.460 | 4.540 | 4.694 | 4.569 | 4.608 | 4.835 | 5.086 |